# Équipe NFL de la décennie 1980
L' Équipe NFL de la décennie 1980 est l'équipe type composée des meilleurs joueurs à leur poste dans la National Football League durant les années 1980. Cette équipe a été désignée par les votants du Pro Football Hall of Fame de la NFL. La sélection est constituée des première et deuxième équipe en attaque, défense et équipes spéciales.
Les joueurs Jerry Rice, Anthony Muñoz et Lawrence Taylor ont été élus à l'unanimité (26 votes sur 26). Walter Payton, Ted Hendricks et John Hannah étaient également élus dans l'Équipe NFL de la décennie 1970; tandis que Jerry Rice, Gary Zimmerman, les defensive end Reggie White et Bruce Smith, Ronnie Lott, les kickers Morten Andersen et Gary Anderson, Sean Landeta feront également partie de l'Équipe NFL de la décennie 1990.

## Attaque
| Position         | Première Equipe              | Équipe(s) NFL        | Deuxième Équipe           | Équipe(s) NFL                       |
| ---------------- | ---------------------------- | -------------------- | ------------------------- | ----------------------------------- |
| Quarterback      | Joe Montana                  | 49ers                | Dan Fouts                 | Chargers                            |
| Running back     | Walter Payton Eric Dickerson | Bears LA Rams, Colts | Roger Craig John Riggins  | 49ers Redskins                      |
| Wide receiver    | Jerry Rice Steve Largent     | 49ers Seahawks       | Art Monk James Lofton     | Redskins Packers, LA Raiders, Bills |
| Tight end        | Kellen Winslow               | Chargers             | Ozzie Newsome             | Browns                              |
| Offensive tackle | Anthony Muñoz Jim Covert     | Bengals Bears        | Gary Zimmerman Joe Jacoby | Vikings Redskins                    |
| Offensive guard  | John Hannah Russ Grimm       | Patriots Redskins    | Bill Fralic Mike Munchak  | Falcons Houston Oilers              |
| Centre           | Dwight Stephenson            | Dolphins             | Mike Webster              | Steelers                            |

## Défense
| Position           | Première Equipe               | Équipe(s) NFL                 | Deuxième Équipe                          | Équipe(s) NFL           |
| ------------------ | ----------------------------- | ----------------------------- | ---------------------------------------- | ----------------------- |
| Defensive end      | Reggie White Howie Long       | Eagles LA Raiders             | Bruce Smith Lee Roy Selmon               | Bills Buccaneers        |
| Defensive tackle   | Randy White Dan Hampton       | Cowboys Bears                 | Keith Millard Dave Butz                  | Vikings Redskins        |
| Outside Linebacker | Lawrence Taylor Ted Hendricks | Giants Raiders, LA Raiders    | Andre Tippett Carl Banks John Anderson   | Patriots Giants Packers |
| Middle Linebacker  | Mike Singletary               | Bears                         | Jack Lambert                             | Steelers                |
| Cornerback         | Mike Haynes Mel Blount        | Patriots, LA Raiders Steelers | Frank Minnifield Lester Hayes            | Browns LA Raiders       |
| Safety             | Ronnie Lott Kenny Easley      | 49ers Seahawks                | Deron Cherry Joey Browner Nolan Cromwell | Chiefs Vikings LA Rams  |

## Équipes spéciales
| Position      | Première Equipe             | Équipe(s) NFL           | Deuxième Équipe            | Équipe(s) NFL             |
| ------------- | --------------------------- | ----------------------- | -------------------------- | ------------------------- |
| Kicker        | Morten Andersen             | Saints                  | Gary Anderson Eddie Murray | Steelers Lions de Détroit |
| Punter        | Sean Landeta                | Giants                  | Reggie Roby                | Dolphins                  |
| Kick returner | Mike Nelms                  | Redskins                | Rick Upchurch              | Broncos                   |
| Punt returner | Billy "White Shoes" Johnson | Houston Oilers, Falcons | John Taylor                | 49ers                     |

## Coachs
| Position   | Première Equipe | Équipe(s) NFL | Deuxième Équipe | Équipe(s) NFL |
| ---------- | --------------- | ------------- | --------------- | ------------- |
| Head coach | Bill Walsh      | 49ers         | Chuck Noll      | Steelers      |

## Voir également
- National Football League